# Galeodes hellenicus
Galeodes hellenicus är en spindeldjursart som beskrevs av Roewer 1934. Galeodes hellenicus ingår i släktet Galeodes och familjen Galeodidae. Inga underarter finns listade i Catalogue of Life.